# Joseph Massad

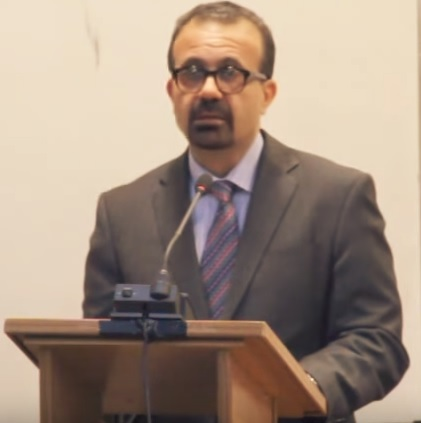
Joseph Massad

Joseph Andoni Massad (Jordania, 1963) es profesor asociado de política árabe contemporánea en el «Departamento de Estudios de Oriente Medio, Asia Meridional y África» de la Universidad de Columbia. Obtuvo su grado de doctor en esta misma universidad en 1998. Dicta clases y publica sobre política árabe moderna e historia intelectual, con un especial énfasis en las teorías de la identidad y la cultura, nacionalismo, sexualidad, raza y religión. Entre otros temas, también imparte cursos sobre psicoanálisis en relación con la civilización y la identidad. Su principal obra Desiring Arabs (2007), fue galardonada con el Premio Lionel Trilling.
A raíz de sus posturas pro Palestina expresadas en un polémico artículo publicado por el medio The Electronic intifada se desató una controversia en Columbia acerca de la libertad académica. Mientras algunos alumnos y profesores consideraron inadmisible su postura que denunciaron como un apoyo al ataque de Hamas y recolectaron firmas exigiendo su dimisión, otros profesores de todo el país se unieron para apoyarlo, poniendo el acento en el derecho del académico a expresar su opinión y su posición crítica frente a Israel en el contexto universitario y fuera de él.
Aparte de sus publicaciones académicas, Massad escribe con regularidad artículos para la revista Middle East Eye.

## Obras
- Massad, Joseph A. (15 de octubre de 2001). Colonial effects: the making of national identity in Jordan (en inglés). Nueva York: Columbia University Press. ISBN 0-231-12322-1.
- Massad, Joseph A. (2006). The Persistence of the Palestinian Question: Essays on Zionism and the Palestinians (en inglés). Londres: Routledge. ISBN 0-415-77010-6.
- Massad, Joseph A. (15 de mayo de 2007). Desiring Arabs (en inglés). Chicago: University of Chicago Press. ISBN 978-0-226-50958-7.